# 両角速
両角 速（もろずみ はやし、1966年7月5日 - ）は、日本の陸上競技選手、陸上競技指導者。長野県茅野市出身。東海大学体育学部競技スポーツ学科教授。東海大学陸上競技部駅伝監督を務める。

## 略歴・人物
東海大学第三高等学校から東海大学体育学部に進み、箱根駅伝を4年連続で力走した（第62回-第65回）。社会人では日産自動車に入社するが陸上部はその後廃部、ダイエーに移籍しオリンピックを目指すが出場は果たせず、ダイエー陸上部も休部となり実業団選手を引退する。1995年に佐久長聖高校教諭となり駅伝部監督を務めた。「5年以内に都大路に出場してくれ」と学校長に頼まれたという。当初部員はわずか2人でスカウトを兼ね自ら大会に出場し、福岡国際マラソンではダイエーのユニフォームに佐久長聖の校名を入れレース序盤を先頭で走り続けるなどのアピールを重ねていたところ、佐藤清治を見出したという。佐藤清治や上野裕一郎、佐藤悠基といった日本高校記録を更新するランナーを育て、他にも全国高等学校総合体育大会の入賞者を出した。他県出身の佐藤悠基や大迫傑ら中学時代の全国大会上位入賞者が進学するなど佐久長聖高校を長距離陸上競技の名門校に育て上げた。佐久長聖高校は箱根駅伝や全日本実業団対抗駅伝競走大会、日本インカレ、日本陸上競技選手権大会、世界陸上競技選手権大会といった大会出場選手の出身高校として知られるようになった。2011年のサッポロビール箱根駅伝オリジナルCMには駅伝部監督として教え子の映像とともに出演した。
佐久長聖高校は外国人留学生のいない日本人高校生のみで構成されるチームながら、全国高校駅伝で1998年から2010年まで13回連続出場・12回入賞の成績を残した。2008年第59回大会には佐々木寛文・村澤明伸らが出場し、2時間02分18秒の日本高校最高記録で初優勝を果たした。また天皇盃全国都道府県対抗男子駅伝競走大会では長野県チームコーチを務め、現役・OB にわたって多数の選手を送り、2004年からの3連覇、2008年からの2連覇に貢献した。
指導法・哲学として生活面では全寮制で規則正しい生活を求め、また雪深く寒さの厳しい長野県で育った経験から、「雪国だからってスタートラインを100m手前にしてくれるわけではない」「絶対に厳しい状況でも妥協はしない。そのことが自分を強くしてくれるはず」という厳しい競技観を持ち、各分野での指導に当たっている。高校駅伝での実績を持つ指導者ながら駅伝については、「駅伝は強化策の一部」「駅伝はトラック競技、マラソンに出るための通過点」との考えを持つ。
監督就任後には1周600メートル高低差10メートルのクロスカントリーコースを自ら重機を操作して整備。「体の背面部分、腰、太もも裏など筋肉を鍛えるのにアップダウンがいい」との指導法でトレーニングに活用し、選手のスピードとスタミナを鍛え上げている。力学を重視し選手にはフォームについて徹底的に指導に当たる。また同じ練習メニューを課して競わせることで選手の実力向上を促しているという。
2011年4月、東海大学体育学部競技スポーツ学科特任准教授・東海大学陸上競技部駅伝監督に就任した。同年7月22日､出身地茅野市から「縄文ふるさと大使」に選らばれる。
2017年10月9日、出雲駅伝にて10年ぶり4度目の優勝を果たす。
2019年1月3日、第95回箱根駅伝にて初の総合優勝を果たす。同年４月から東海大学専任教員（准教授）となる。
「少しでも胴上げしやすいように」と2018年9月頃からダイエットを始め、炭水化物の制限と1日12キロのランニングを続け、最大で86キロあった体重を69キロにまで落とし2019年の箱根駅伝で選手に胴上げされた。その効果もあり、2020年1月12日、第47回高根沢町元気あっぷハーフマラソン10キロ50歳以上の部に出場し、35分40秒の2位で大会新記録をマークした。
長男の両角駿は陸上選手で東海大に進みコーチとなる。次男の両角優は佐久長聖高時代に第96回全国高等学校野球選手権大会に出場し、立教大学野球部に進んだ。

## 著書･関連書籍
- 『ジュニア陸上競技マニュアル』（全国高等学校体育連盟陸上競技部(編)、陸上競技社、2006/1、長距離の項を両角速が執筆）
- 『「人間力」で闘う　佐久長聖高校駅伝部強さの理由』（両角速(著)、信濃毎日新聞社、2011/3、1995年から2010年までの駅伝部と両角速監督の軌跡を詳述、ISBN 978-4784071357）
- 『陸上競技入門ブック 中長距離・駅伝』（両角速(著)、ベースボールマガジン社、2012/9、ISBN 978-4583103761）
- 『前に進む力――Keep Going　「高校日本一」から「箱根駅伝優勝」への軌跡』（両角速(著)、東海教育研究所、2019/5、ISBN 978-4-924523-03-6）